# Perizoma arctata
Perizoma arctata là một loài bướm đêm trong họ Geometridae.